# Cantonul Bergerac-1
Cantonul Bergerac-1 este un canton din arondismentul Bergerac, departamentul Dordogne, regiunea Aquitania, Franța.